# Rhynchosia platyphylla
Rhynchosia platyphylla är en ärtväxtart som beskrevs av George Bentham. Rhynchosia platyphylla ingår i släktet Rhynchosia och familjen ärtväxter. Inga underarter finns listade i Catalogue of Life.